# Clava Cairn von Granish
Der Clava Cairn von Granish (auch Grenish, Greenish, Loch Nan Carraigean) liegt südlich des Loch na Carraigean, zwischen Avielochan und Carrbridge, östlich der Bahnlinie von Inverness nach Perth in den Highlands in Schottland. 
Von den Monolithen des äußeren Steinkreises befinden sich nur noch zwei liegende Steine an Ort und Stelle. Audrey Henshall konnte im Gelände vier Vertiefungen feststellen, bei denen es sich vielleicht um Standspuren weiterer Steine handelt. Der Steinkranz hat einen Durchmesser von 17,1 m und ist fast vollständig erhalten.

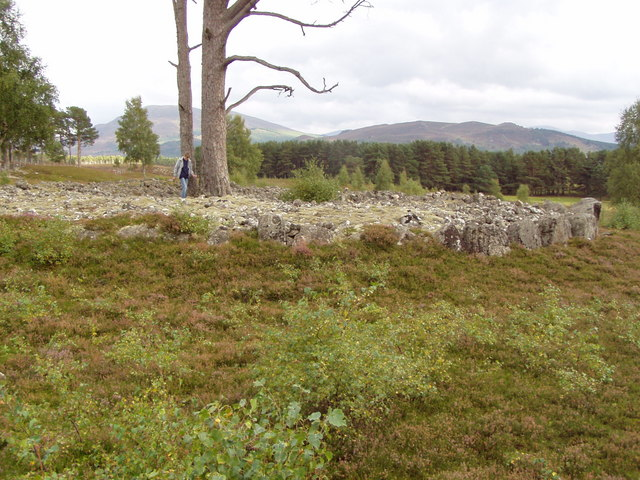
Clava Cairn von Granish